# Kotkatsaari (ö i Södra Karelen, Imatra, lat 61,34, long 28,67)
Kotkatsaari är en ö i Finland. Den ligger i sjön Saimen och i kommunen Ruokolax i den ekonomiska regionen  Imatra ekonomiska region  och landskapet Södra Karelen, i den södra delen av landet, 240 km nordost om huvudstaden Helsingfors. Öns största längd är 15 kilometer i sydöst-nordvästlig riktning.